# Rzecznik dyscypliny finansów publicznych
Rzecznik dyscypliny finansów publicznych – organ prowadzący postępowanie wyjaśniające w sprawach o naruszenie dyscypliny finansów publicznych i jednocześnie wypełniający funkcję oskarżyciela w tychże sprawach toczonych w pierwszej instancji. Działa na podstawie ustawy z dnia 17.12.2004 r. o odpowiedzialności za naruszenie dyscypliny finansów publicznych (Dz.U. z 2024 r. poz. 104).
Rzecznik dyscypliny finansów publicznych jest stroną kontradyktoryjnego postępowania przed komisją orzekającą w sprawach o naruszenie dyscypliny finansów publicznych. Pełnienie funkcji oskarżyciela w pierwszej instancji oznacza udział w rozprawie przed komisją orzekającą, udział w czynnościach postępowania dowodowego zarówno poprzez zgłaszanie własnych wniosków dowodowych na poparcie oskarżenia, jak również odnoszenie się do dowodów przedstawianych przez stronę przeciwną, tj. obwinionego oraz jego obrońcę, wygłaszanie przemówienia w ramach końcowych głosów stron oraz – ewentualnie – wniesienie odwołania od wydanego orzeczenia. Ma podejmować działania na rzecz finansów publicznych.
W drugiej instancji występuje pod postacią Głównego Rzecznika Dyscypliny Finansów Publicznych (powoływanego przez premiera) i jego zastępców.
Rzecznicy w wyżej wymienionych postępowaniach reprezentują interesy Skarbu Państwa, jednostek samorządu terytorialnego i innych jednostek sektora finansów publicznych. Działania swoje opierają głównie na:
- ustawie o finansach publicznych,
- ustawie Prawo zamówień publicznych,
- ustawie o rachunkowości,

które są podstawowymi aktami normatywnymi regulującym finanse publiczne w Polsce (w praktyce rzecznicy dyscypliny finansów publicznych sprawdzają, czy pieniądze na szczeblu państwowym i samorządowym są zarządzane i rozdysponowywane zgodnie z tymi ustawami).
Podstawowe trudności, z jakimi borykają się rzecznicy, wynikają z niejasnych przepisów, kształtujących prawny charakter odpowiedzialności za naruszenie dyscypliny finansów publicznych oraz niejednolite orzecznictwo, szczególnie Głównej Komisji Orzekającej. Kolejna bolączka to brak koordynacji ich działań przez odpowiedzialnych za zapewnienie obsługi urzędników – niedostateczna wymiana informacji pomiędzy rzecznikami, brak pozytywnej współpracy z organami kontroli (UKS, NIK, UZP, RIO), które najczęściej składają zawiadomienia o naruszeniu dyscypliny finansów publicznych, brak zaleceń w sprawie składania odwołań od orzeczeń I instancji. Od kilku lat Główny Rzecznik (obecnie Jurand Drop) ma 3 zastępców. Są nimi:
- Arkadiusz Babczuk
- Damian Grzelka
- Robert Wydra